# Re Tarde
Re Tarde es un programa de radio argentino conducido por el locutor y humorista José María Listorti, transmitiéndose en Pop Radio 101.5 desde el 5 de marzo de 2018. Se emite de lunes a viernes entre las 16 y las 19 hs. (HOA). 
La audición es de corte netamente humorístico, ofreciendo conversaciones cotidianas que no van a ningún lado, cosas sin importancia alguna, personajes y hechos inusuales, interacciones con los oyentes y el equipo de producción, concursos insólitos, y audios tomados fuera de contexto. 

## Historia
A inicios de marzo de 2018, se anunció la llegada de Listorti a POP Radio, noticia que sorprendió a muchos debido a que el hasta poco antes presentador de Este es el show estaba envuelto en un conflicto con el Grupo Indalo (dueño de Ideas del Sur y de la radio) por compromisos impagos. El ciclo reemplazó a La vuelta en POP, y el primer equipo estaba conformado por el libretista y comediante Martín Vázquez (quien venía haciendo La vuelta), el comentarista deportivo Diego Arvilly (quien hacía apariciones esporádicas en otros programas de la radio) y la actriz y presentadora Majo Martino. En el primer programa aparecieron como invitados Los Palmeras. Por problemas de agenda, Martino abandona el programa a fines de 2018, siendo reemplazada por Noel Padrón en enero de 2019, quien prontamente se suma formalmente al equipo.
En sus primeras dos temporadas (2018-2019) se emitió de 19 a 21 hs., en 2020 y 2021 se emitió de 18 a 20 hs., y en 2022 se emitió entre las 13 y las 16 hs. antes de pasar a su horario actual en 2023. Asimismo, la característica del ciclo entre 2018 y 2022 fue una parodia de la canción "Bella ciao", interpretada por el también humorista Sebastián Almada, la que luego sería reemplazada por "Re Tarde en la POP", interpretada por el grupo Los Tipitos.
A fines de 2024, Vázquez deja el programa por temas de agenda y Arvilly pasa a formar parte de Código Sily (audición que volvía a la radio luego de algunos años). Los reemplazarían respectivamente Pachu Peña y Diego della Sala (quien también realiza Paga Dios en la misma radio).

## Segmentos

### Actuales
- El cuaderno de las cosas que nos chupan un huevo: Un cuaderno donde se anotan anécdotas irrelevantes por parte de los miembros del programa.
- Efemérides: Una especie de "anti-homenaje" a los sucesos y personajes de aniversario, con cada integrante comentando un tema. Con Martín Vázquez, el último ítem consistía en una historia absurda que daba lugar a un juego de palabras.
- Deportes: Una mirada en clave cómica al acontecer deportivo en la Argentina y el mundo.
- Evangelizando la palabra de "Re Tarde": Se busca que los auditores inviten a sus conocidos para que escuchen el programa también.
- Slachota: Concurso donde dos oyentes deben responder correctamente preguntas tomadas de programas de televisión conducidos por Guido Kazcka.
- Es así... ¿o es al revés?: Concurso donde dos oyentes deben adivinar si una aseveración es correcta o no.
- La playlist de "Re Tarde": Segmento donde se adaptan audios virales a canciones usando "inteligencia natural".
- Sketches con IA: El equipo busca que la inteligencia artificial les cree argumentos de radioteatro.

### Anteriores
- Re Noticias: Segmento donde se mostraban noticias insólitas.
- Analizando a Arjona
- Re Sostenido: Listado de canciones relativas a algún tema.
- El juego de Elda: Concurso tipo "ping-pong" en el cual dos oyentes debían mencionar la mayor cantidad de audios usados en el programa. El apelativo provenía de una oyente llamada Elda que no había logrado adivinar una sola frase.
- Historias para anormales: Parodia del programa de POP Radio La noche paranormal.
- Resumen semanal: Segmento donde se satirizaba la actualidad con Milton Ré imitando a Tato Bores.
- Canta sinmigo ahora: Sección donde los miembros del equipo hacen karaoke, teniendo que imitar a distintos personajes

### Personajes

#### Martín Vázquez
- Leopolda Fortunata: Señora de ultraderecha, posiblemente ex-represora. Tiene un sobrino llamado "Jorgito Rafael".
- Padre Nacho: Un párroco muy poco ortodoxo, que tiende a participar en aquello de lo que debiera proteger a los niños que tiene a su cargo.
- Pito el Numerólogo: Un prestidigitador que da los pronósticos más insólitos.
- Johnny Gutiérrez: Traductor con escaso conocimiento de idiomas.
- Alexis Puaj y Mariano Ojete: Parodia a los críticos de cine del programa.

#### Pachu Peña
- Mauro Zetáceo: Periodista de policiales que resulta ser un ballenato ceceoso. Parodia de Mauro Szeta.
- Casi Ari: Novelista incapaz de hilar una historia. Parodia de Hernán Casciari
- Carlitos Nocchia: "Experto" en tecnología.
- Jurgen Klinsmann: Personaje alemán con cuentos atípicos de su tierra que Pachu Peña ha interpretado desde los años 90 en Videomatch.

#### Noel Padrón
- Goyito: Uno de los "pibes" del Padre Nacho, que "pide" en el FF.CC. Roca. Debido a sus numerosas estadías en la cárcel se aprendió el Código Penal y terminó por titularse en Leyes.
- Nadia Clímax: Una meteoróloga que tiende a llegar al éxtasis sexual muy fácilmente.
- Imitaciones: Dibu, Shakira, Jorge Porcel, Jr. (Porcelito), Tommy Pickles, Tita Merello.

#### Carlos Sturze
- Carlos Amarilla: Periodista trotamundos paraguayo.
- Jaime Cuevas

#### Otros
- José María Listorti imita a Gerardo Sofovich, mientras que Diego della Sala imita a Raúl Alfonsín y Mario Pergolini.

### Running gags
- Son comunes los chistes sobre el patrimonio de José María, quien de todos modos supuestamente vive de canjes publicitarios, anda en un auto destartalado de un país que ya no existe, y no le paga a sus empleados.
- Asimismo, también se exagera la magnitud de la residencia del conductor, indicándose incluso que es dueño de prácticamente toda Villa Devoto. Otros chistes guardan relación con su amor propio, incluyendo su supuesto uso de un peluquín, sus presuntamente escasas facultades musicales (en referencia a las cámaras ocultas de Videomatch, en la vida real Listorti apareció en los musicales Matilda y La Sirenita), o el hecho de que nunca ha sido nominado a un Martín Fierro.
- Por otro lado, los demás integrantes también son blanco de cargadas: Noel Padrón es blanco de chistes por venir de la Zona Sur del Gran Buenos Aires (Turdera, que irónicamente fue el lugar de nacimiento de Listorti), a Martín Vázquez se le hacían chistes por sus recurrentes ausencias por motivos de salud, a Diego Arvilly se lo mostraba como un fiestero que pasaba sus noches en un local nocturno denominado "Mamita Bar", y a Pachu Peña le hacen chistes sobre gatos por su origen rosarino.
- Cuando algún integrante del equipo realiza algún comentario que podría ser tomado como un consejo riesgoso, colocan el indicativo sonoro de las publicidades de utilidad de la asociación civil "Luchemos por la Vida". Similarmente, cuando se hace algún comentario que podría considerarse ofensivo, se coloca un audio indicando que el resto de la mesa y la producción no se hacen responsables por tales dichos.

## Integrantes

### Formación actual
- José María Listorti (2018-presente), conductor
- María Noel "Noé" Padrón (2019-presente), coconductora
- José María "Pachu" Peña (2025-presente), humor
- Diego della Sala (2025-presente), deportes, humor

#### Invitados
- Augusto Finocchiaro (2018-presente), columna de tecnología
- Sebastián Saavedra (2024-presente), columna de música e historia
- Carlos Sturze (2025-presente), humor
- Gabriel Fernández (2018, 2025-presente), columna de espectáculos

### Integrantes anteriores
- Martín Vázquez (2018-2024), humor
- Diego Arvilly (2018-2024), "comediante deportivo"
- Loly Ghirardi (2018-2023), productora
- Majo Martino (2018), espectáculos
- Alexis Puig (2018-22), crítico de cine, misterios y conspiraciones
- Marcos Bondino (2021-24), operador técnico
- Mariano Ojeda (2022-24), crítico de cine
- Sebastián Padilla (2023), columna "La hora de la nostalgia" (pódcast de Les Luthiers)
- Luis Piñeyro (2023), presentador suplente mientras Listorti actuaba en Matilda
- Milton Ré (2024), imitaciones
- Eugenia Blanco (2024-25), locutora suplente

### Apariciones especiales
Entre las personalidades que han visitado el programa se incluye Ahyre, Sebastián Almada, Agustín "Rada" Aristarán, Ricardo Arjona, Bersuit Vergarabat, Valeria Lynch, José María Muscari, Carlos Núñez Cortés (de Les Luthiers), Los Palmeras ("padrinos" del ciclo al ser los primeros invitados), "El Pepo", Diego Pérez, Piñón Fijo, Damián "El Arabe" Ramil, Silvio Soldán, el elenco del musical La Sirenita (Albana Fuentes, Osvaldo Laport, Evelyn Botto y Pablo Turturiello), Pichu Straneo, Diego Topa, y Harry Waters, Jr. (Marvin Berry en Volver al Futuro). También suelen aparecer familiares de los miembros del equipo y de la producción.

### Producción
- Alejandro Percia
- Juan Sebastián Romero (Romeristico)
- Cristian "Cristo" Lenzi
- Victoria "Vicky" Puig